# 克羅拉德 (亞利桑那州)
克羅拉德（英語：Chloride）是位於美國亞利桑那州莫哈維縣的一個人口普查指定地區。根據2010年美國人口普查，該地人口為271人，而該地的面積約為3.90平方千米。

## 地理
克羅拉德的座標為35°24′52″N 114°11′58″W / 35.41444°N 114.19944°W，而該地最高點為海拔高度1226米（即4022英尺）。